# آلتمول
آلتمول رودی است به دانوب می‌ریزد. این رود از کشور آلمان می‌گذرد.